# Lithobates omiltemanus
Espèce
Synonymes
- Rana omiltemana Günther, 1900

Statut de conservation UICN

 EN  : En danger
Lithobates omiltemanus est une espèce d'amphibiens de la famille des Ranidae.

## Répartition
Cette espèce est endémique de l'État de Guerrero au Mexique. Elle se rencontre à environ 2 400 m d'altitude dans la Sierra Madre del Sur. Cette espèce n'a pas été revue depuis 1978 et il se pourrait qu'elle soit désormais éteinte,.

## Publication originale
- Günther, 1900 : Reptilia and Batrachia, Biologia Centrali-Américana, Taylor, & Francis, London, p. 1-326 (texte intégral).